# Spirorbis rupestris
Spirorbis rupestris är en ringmaskart som beskrevs av Gee, Knight-Jones 1962. Spirorbis rupestris ingår i släktet Spirorbis och familjen Serpulidae. Arten är reproducerande i Sverige. Inga underarter finns listade i Catalogue of Life.